# 阿拉卡基特 (阿拉斯加州)
阿拉卡基特（英語：Allakaket），是美国阿拉斯加州的一座城市。该市的人口在2000年为97人，2010年有105人。人口在阿拉斯加州排行第127。